# Limnichthys nitidus
Limnichthys nitidus és una espècie de peix de la família dels creédids i de l'ordre dels perciformes.

## Descripció
El cos, pàl·lid, fa 3,5 cm de llargària màxima i presenta entre 8 i 12 franges estretes i curtes al llarg del dors. Cap espina i 22-25 radis tous a l'aleta dorsal i cap espina i 26-28 radis tous a l'anal. 12-13 radis tous a les aletes pectorals. Absència d'aleta adiposa. Línia lateral no interrompuda i amb 39-41 escates.

## Alimentació
El seu nivell tròfic és de 3.

## Hàbitat i distribució geogràfica
És un peix marí, demersal (entre 8 i 9 m de fondària) i de clima tropical, el qual viu a la conca Indo-Pacífica: des del mar Roig i l'illa de la Reunió, les illes Seychelles, Madagascar, Moçambic i Sud-àfrica (KwaZulu-Natal) fins a Austràlia (Austràlia Occidental, Queensland, Nova Gal·les del Sud, les illes Ashmore i Cartier i el mar del Corall), Taiwan, el Japó (incloent-hi les illes Ogasawara), les illes Hawaii, les illes Cook i Pitcairn, incloent-hi l'arxipèlag de les Txagos, el Vietnam, les illes Filipines, Indonèsia, Nova Caledònia, Samoa, Fiji, les illes Marshall, Palau i Tonga. Les poblacions sud-africanes i de les illes Hawaii tenen una coloració lleugerament diferent i poden representar espècies diferents.

## Observacions
És inofensiu per als humans, el seu índex de vulnerabilitat és baix (10 de 100) i no té cap valor comercial.